# جيف ويست
جيف ويست (بالإنجليزية: Jeff West) هو لاعب كرة قدم أمريكية أمريكي، ولد في 6 أبريل 1953 في ويلينغ في الولايات المتحدة.

## وصلات خارجية
- جيف ويست على موقع مرجع كرة القدم المحترفة.كوم (الإنجليزية)